# 巴德梅尼勒欧布瓦
巴德梅尼勒欧布瓦（法語：Badménil-aux-Bois，法語發音：[badmenil o bwa] ⓘ）是法国大東部大區孚日省的一个市镇，属于埃皮纳勒区。

## 地理
巴德梅尼勒欧布瓦（48°18'8"N, 6°31'9"E）面积9.14 平方千米，位于法国大東部大區孚日省，该省份为法国东北部内陆省份，北起默兹省和默尔特-摩泽尔省，西接上马恩省，南至上索恩省和贝尔福地区省，东临上莱茵省和下莱茵省。
与巴德梅尼勒欧布瓦接壤的市镇（或旧市镇、城区）包括：穆瓦伊蒙、帕杜、圣热内斯、维隆库尔、拜库尔、迪尔比永河畔多梅夫尔、阿迪尼莱韦里耶尔。

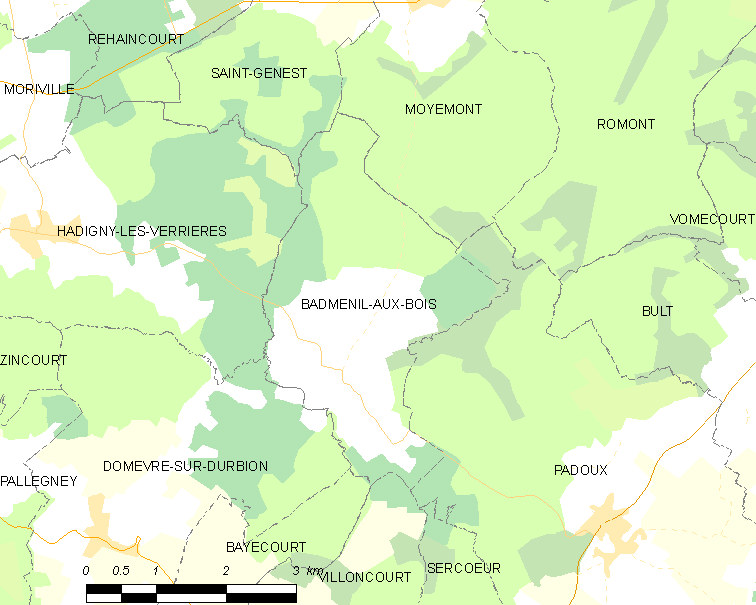
巴德梅尼勒欧布瓦的OSM定位图

巴德梅尼勒欧布瓦的时区为UTC+01:00、UTC+02:00（夏令时）。

## 行政
巴德梅尼勒欧布瓦的邮政编码为88330，INSEE市镇编码为88027。

## 政治
巴德梅尼勒欧布瓦所属的省级选区为布吕耶尔县。

## 人口

1962-2008年间巴德梅尼勒欧布瓦人口变化图示

巴德梅尼勒欧布瓦于2022年1月1日时的人口数量为139人。